# Decio Filipponi
Decio Filipponi (Roma, 1921 – Piobbico, 29 marzo 1944) è stato un militare e partigiano italiano decorato con la Medaglia d'oro al valor militare alla memoria nel corso della seconda guerra mondiale.

## Biografia
Nel 1943, interrotti gli studi perché chiamato alle armi, era stato assegnato al 73º Reggimento fanteria a Trieste.
Sorpreso dall'armistizio mentre, dopo un periodo trascorso in ospedale, si trovava presso il Deposito reggimentale, il giovane, sottotenente di complemento, riuscì a non farsi catturare dai tedeschi.
Raggiunte le Marche, Filipponi si unì alle prime formazioni partigiane operanti nei Monti Sibillini e divenne presto il comandante della Brigata "Val Fiastre", che guidò con perizia in numerose azioni di guerra. Alcuni dei componenti della brigata furono ospitati nella casa di Angiolino Ghiandoni (1931-2019), che poi descrisse in un suo libro le vicende. I nazisti bombardarono con mortai gli edifici del paese, costringendo Filipponi a ripararsi a Piobbico.
All'alba del 29 marzo '44 fu sorpreso dai tedeschi, durante il rastrellamento di Piobbico frazione di Sarnano, nella casa dei fratelli Edo e Ildo Mariotti suoi compagni di brigata. Filipponi si consegnò per evitare rappresaglie. Il suo gesto non evitò che la casa che l'aveva accolto fosse distrutta, ma almeno gli abitanti si salvarono. Condannato a morte, il giovane comandante partigiano, "affrontava il capestro - com'è scritto nella motivazione della ricompensa al valore - con l'animo dei forti, che le sevizie infertegli non erano riuscite a piegare".  Dopo essere stato colpito più volte con i pugni, Decio Filiponi venne impiccato ad un lampione della luce; l’esecuzione fu completata con un colpo di pistola alla tempia.
Dopo la Liberazione, l'Università di Roma ha conferito alla memoria di Decio Filipponi la laurea "ad honorem". Al nome del giovane partigiano sono state intitolate una via di Roma e un largo a Sarnano.